# Kommunalwahl in Vilnius 2023

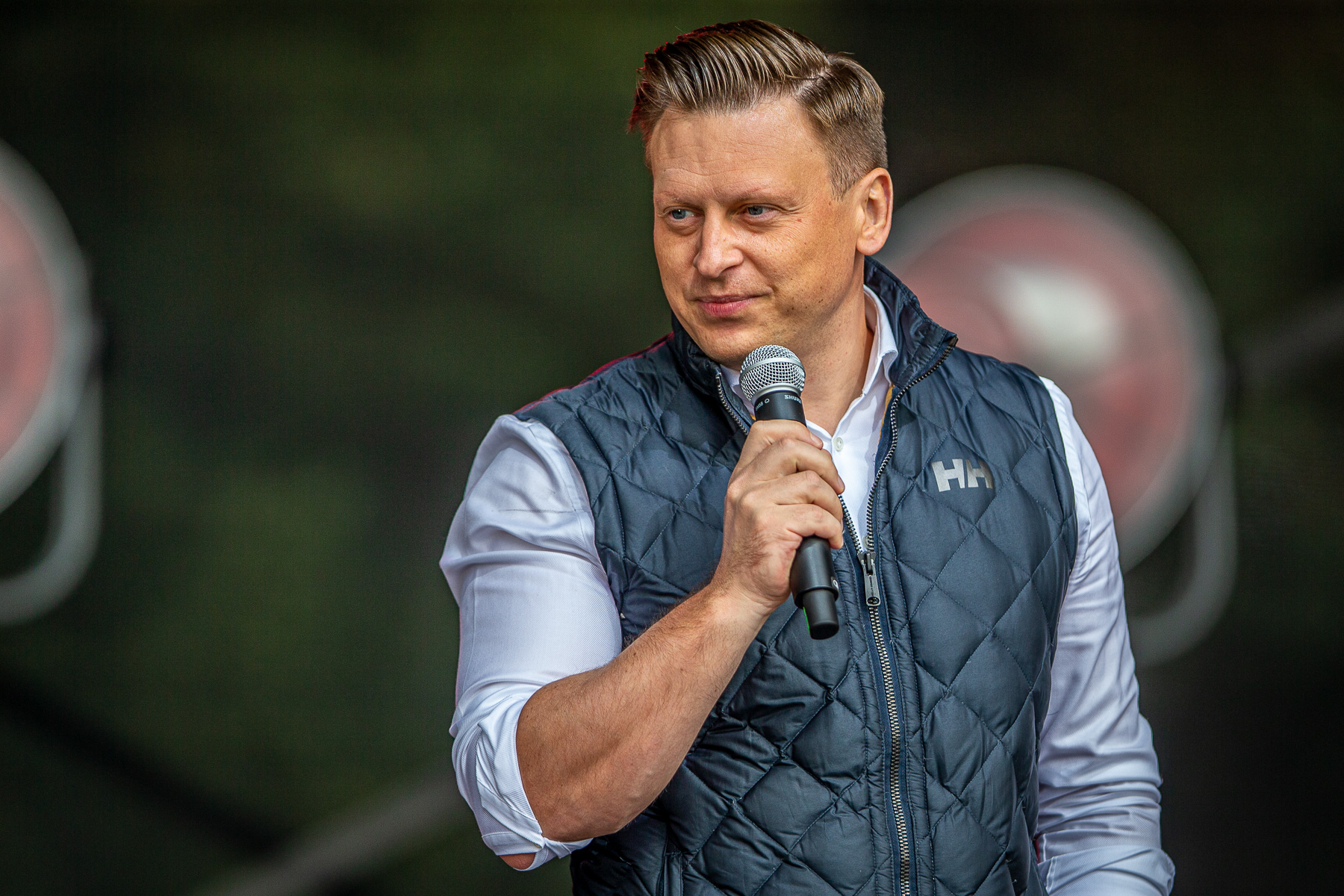
Ausgewählter Bürgermeister Valdas Benkunskas

Die Kommunalwahl in Vilnius 2023 fand, wie in ganz Litauen, an zwei Sonntagen, den 5. März 2023 und den 19. März, statt. Neben dem Bürgermeister der litauischen Hauptstadt Vilnius wurde auch der Stadtrat gewählt.
Bei der Kommunalwahl in Vilnius 2019, bei der ebenfalls neben dem Stadtrat der Bürgermeister gewählt wurde, betrug die Wahlbeteiligung lediglich 48,35 Prozent.

## Bürgermeisterwahl
Die Kandidaten zum Amt waren:
- Valdas Benkunskas (* 1984), bis 2023 Vizebürgermeister von Vilnius
- Rasa Budbergytė (* 1960), Seimas-Mitglied, ehemalige Finanzministerin, Vizeministerin der Justiz
- Aidas Gedvilas, ehemaliger Vizeminister, Seimas-Mitglied
- Ramojus Girinskas (* 1979), Verkaufsleiter
- Petras Gražulis, Seimas-Mitglied
- Stasys Jakeliūnas, EU-Parlamentsmitglied
- Ieva Kačinskaitė-Urbonienė, Seimas-Mitglied
- Remigijus Lapinskas (* 1968), Unternehmer, Vizepräsident der Grünenpartei Litauens
- Mykolas Majauskas, Seimas-Mitglied, Finanzist
- Eglė Radvilė (* 1985), Informatikerin
- Tomas Vytautas Raskevičius, Seimas-Mitglied
- Lukas Savickas, Seimas-Mitglied
- Vytautas Sinica (* 1990), Politologe
- Valdemaras Tomaševskis, EU-Parlamentsmitglied
- Valdas Tutkus (* 1960), Rentner, ehemaliger Oberbefehlshaber der litauischen Streitkräfte, Generalleutnant
- Artūras Zuokas, Unternehmer und Politiker, ehemaliger Bürgermeister von Vilnius

Der Bürgermeister wurde im zweiten Wahlgang am 19. März 2023 gewählt. Der bisherige Amtsinhaber Remigijus Šimašius, der 2019 zur zweiten Amtszeit direkt wiedergewählt wurde, nahm an der Wahl nicht teil. Der amtierende Vizebürgermeister Valdas Benkunskas, Listenführer von TS-LKD, errang im ersten Wahlgang 31,13  Prozent und der frühere Bürgermeister Artūras Zuokas, Listenführer von Partija Laisvė ir teisingumas, 21,64  Prozent. Im zweiten Wahlgang setzte sich Benkunskas gegen Zuokas durch.

## Ergebnisse
Parteien und Mandate
| Listennummer | Liste                                           | Stimmen | Prozent | Mandate |
| ------------ | ----------------------------------------------- | ------- | ------- | ------- |
| 9            | Tėvynės sąjunga-Lietuvos krikščionys demokratai | 65.718  | 29,42 % | 19      |
| 18           | Partija Laisvė ir teisingumas                   | 31.537  | 14,12 % | 9       |
| 13           | Laisvės partija                                 | 29.330  | 13,13 % | 9       |
| 1            | Lietuvos lenkų rinkimų akcija                   | 23.892  | 10,7 %  | 7       |
| 5            | Lietuvos socialdemokratų partija                | 13.811  | 6,18 %  | 4       |
| 17           | Nacionalinis susivienijimas                     | 10.416  | 4,66 %  | 3       |
|              | Insgesamt                                       | 215.851 |         | 51      |